# Prensa de apareamiento
Prensa de apareamiento es una postura sexual que suele consistir en que el hombre empuja furiosamente hacia abajo a la mujer, a menudo sujetándola con las piernas hacia abajo o alrededor de la cabeza. Aunque este acto se ha practicado en varios países, se asocia principalmente a la cultura sexual japonesa, donde se creó el término y se popularizó.

## Etimología
El término deriva de la palabra japonesa 種付けプレス, que se compone de tanetsuke (種付け), que significa "apareamiento", y puresu (プレス), que es la palabra inglesa "press" en katakana que significa "prensar". La palabra fue acuñada por primera vez por el mangaka Takatsu Keita.

## Práctica
A lo largo de la historia, el acto se ha practicado de alguna forma en varios países, aunque sin nombre. Desde entonces, el acto y el nombre se han asociado a Japón y se les atribuye la popularización del acto. El nombre y el término se han popularizado fuera de Japón gracias, en parte, a la popularidad del hentai y la pornografía japonesa. El término se utilizaba principalmente en el manga pornográfico y, con el tiempo, se extendió a la pornografía real. El término se utilizaba principalmente como un meme en línea fuera de Japón, pero con el tiempo pasó a utilizarse también con más frecuencia en industrias pornográficas externas.